# Сан-Естеван (місто мая)
Сан-Естеван (ісп. San Estevan) — руїни міста цивілізації мая у Белізі. Отримало назву від сучасного міста, що знаходиться поруч.

## Історія
Стародавня назва невідома. Поселення засновано наприкінці докласичного періоду, близько 300 року до н. е. Протягом декількох століть постало велике місто. Близько 100 року до н. е. навколо міста утворилося невеличке царство. Втім емблемний ієрогліф його поки не виявлено. За однією з гіпотез становило єдине політичне об'єднання разом з містом К'ахоб. Водночас розпочалися масштабні будівельні проєкти.
Про політичну історію держави і міста в городищі Сае-Естеван відомо замало. Остаточно припинило своє існування близько 900 року.

## Опис
Розташовано на Нью-Рівер у північній частині Белізу (округ Орінж-Уолк), на відстані 1 км від Сан-Естеван, за 30 км на південь від затоки Четумаль, 66 км від міста Бельпоман. Загальна площа становить близько 7 км².
Складається з низки курганів, під якими виявлено рештки будов. Усі ці кургани виявлено на височинах на території поселення та його околицях. У них переважно знайдено людські поховання.
Цивільно-церемоніальний центр утворено у ранньокласичний період. Характерними для нього є Споруди I і II. Насип XV, на відстані 15 м, є найвищою будовою пізнього докласичного періоду.
Навколо центральної частини виявлено декілька невеликих площ. На відстані 2 км від центру знаходяться 3 групи, де перебувала знать міста — «Іполіт», «Мартінес», «Човаколь».
Керамічні вироби (посуд та диски) відповідають фазам Свосі, Лопус-Мамом, Кокос-Чіканнель.
На околицях поселення виявлено житлові групи, ймовірно землеробів, ремісників та торгівців.

## Історія досліджень
Відкрито у 1965 році Вільямом Буллардом. У 1973 і 1975 роках тут працював археолог Норман Хаммонд. У 1975 році В. Буллард продовжив розкопки. У 1989—1990 роках на території працювала Лора Леві.
Наприкінці 1990-х років більша частина монументальної архітектури в центрі Сан-Естевана було зруйновано бульдозерами задля прокладення сучасної дороги. Втім частину вдалося врятувати завдяки втручанню Інституту археології Белізу.
У 1997 році тут працювали представники університету Олбані. У 1999—2004 роках дослідження здійснювали археологи на чолі із Робертом Розенсвігом. У 2005 році започатковано археологічний проєкт Сан-Естеван. Його основними виконавцями стали фахівці університету Олбані та університету штату Орегон. З лютого 2008 року розкопки було продовжено.